# Peterborough (stacja kolejowa)
Peterborough (Peterborough railway station) – stacja kolejowa w Peterborough, w Anglii. Ma 3 perony i obsługuje rocznie ok. 3 719 850 pasażerów (dane za rok 2021/2022).